# Wilsberg (Fernsehreihe)

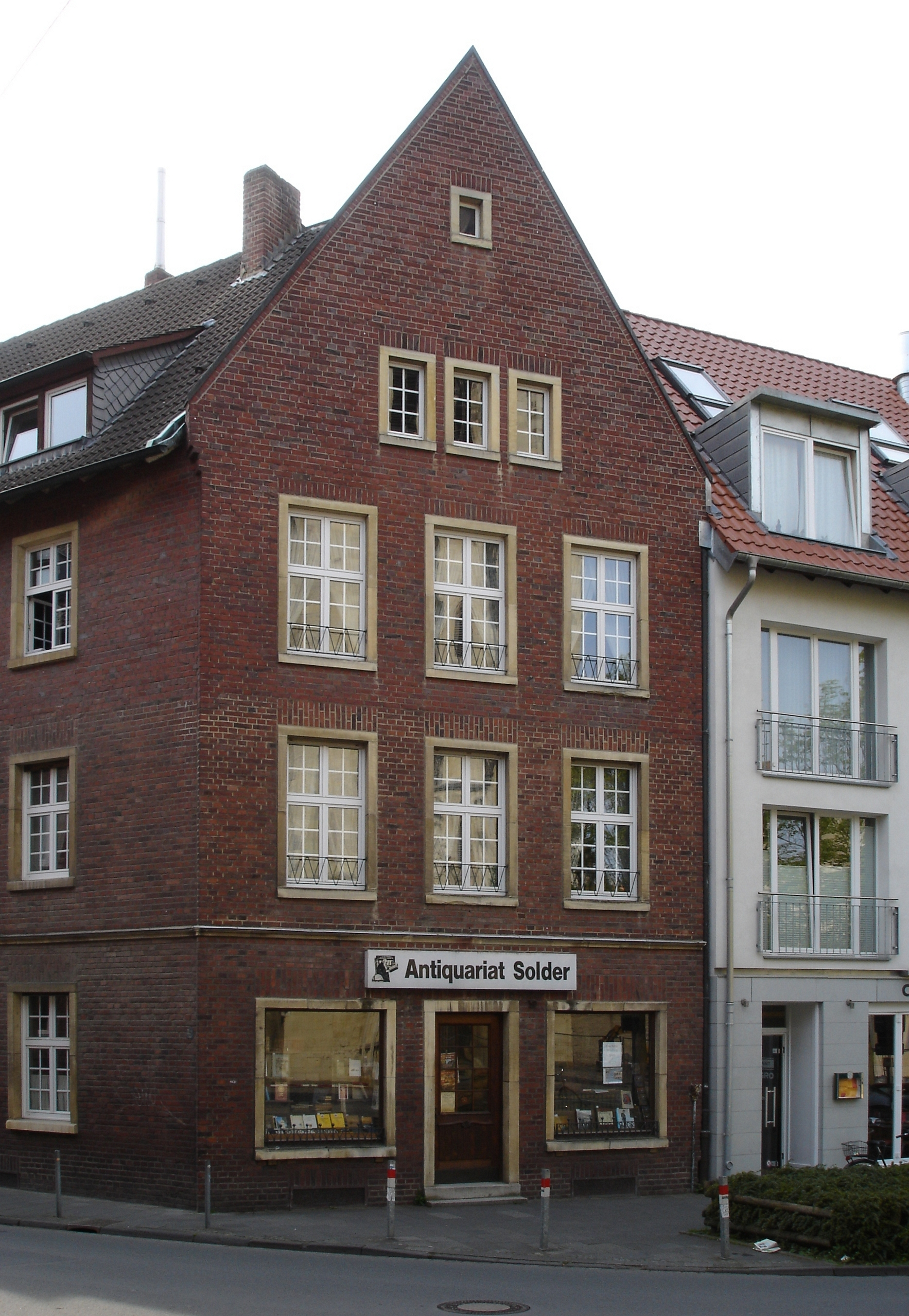
Das Antiquariat Solder, das in der Reihe Wilsberg heißt.

Wilsberg ist eine deutsche Kriminalfilm-Reihe, die seit 1995 im ZDF ausgestrahlt wird. Sie gehört zum Genre der Kriminalkomödie („Schmunzelkrimis“) und spielt im westfälischen Münster. Gedreht wird dort und in Köln sowie gelegentlich auch in anderen Orten in Nordrhein-Westfalen. Der Protagonist Georg Wilsberg ist ein Antiquar, der aus Geldmangel nebenbei auch Aufträge als Privatdetektiv annimmt. Die Idee und die Figuren stammen von Jürgen Kehrer.

## Hauptfiguren

### Georg Wilsberg

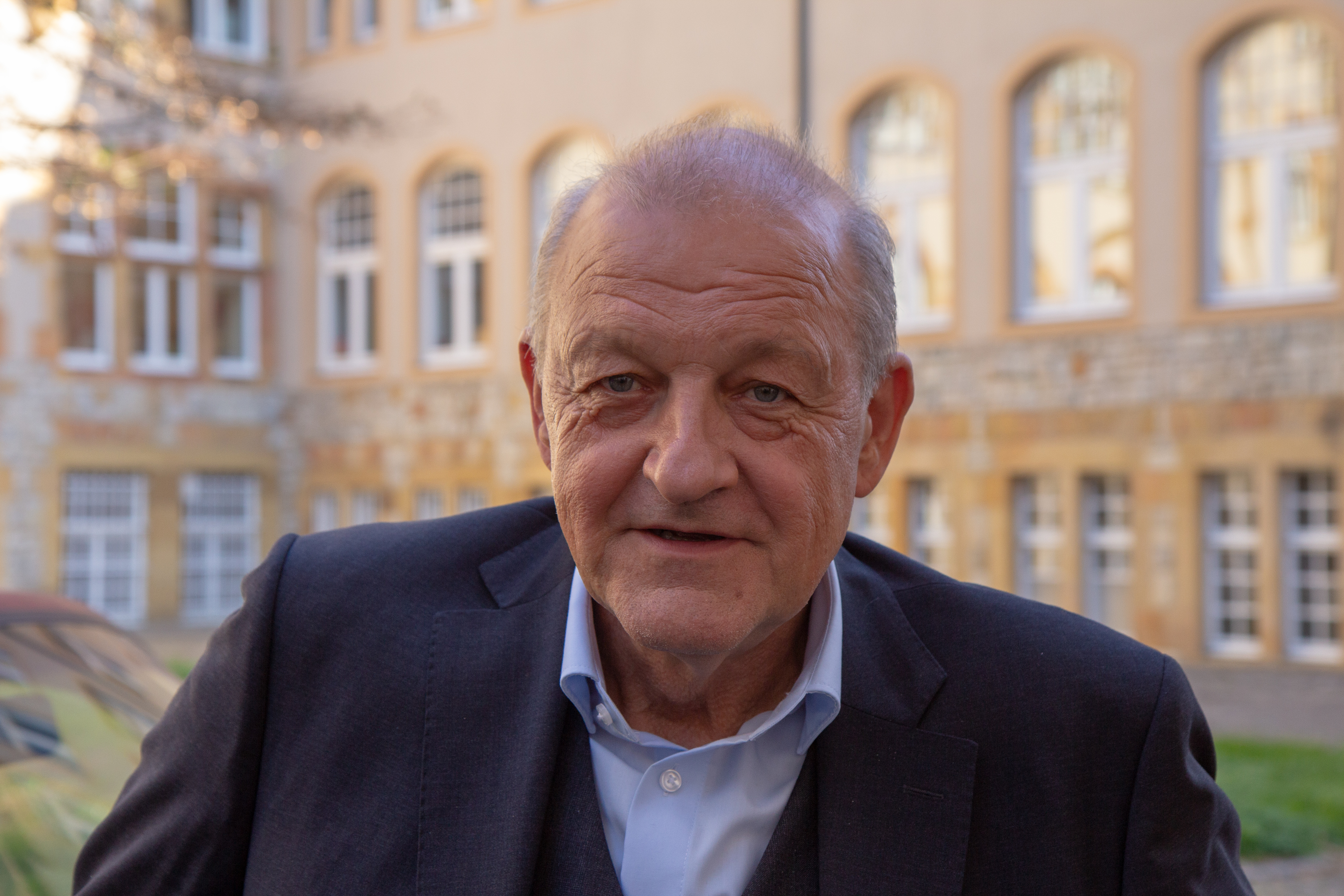
Leonard Lansink bei Dreharbeiten zu Wilsberg, 2018

Georg Wilsberg ist Namensgeber der Reihe. In der ersten Folge, Und die Toten lässt man ruhen, war er Briefmarkenhändler und wurde von Joachim Król gespielt. Seit der zweiten Folge, In alter Freundschaft, die erst drei Jahre nach der ersten Folge gesendet wurde, ist Wilsberg abweichend von der Romanvorlage Antiquar und wird von Leonard Lansink gespielt. Früher war er Rechtsanwalt in der Kanzlei Hoppenheit & Partner, in der seine Patentochter Alex Holtkamp in der 21. Folge, Unter Anklage, eine Stelle antritt. Er verlor jedoch seine Zulassung. Seitdem betätigt er sich nebenberuflich als Privatdetektiv.
Wilsberg ist permanent knapp bei Kasse und auf die Unterstützung seiner Freunde angewiesen – zunächst Manni, später Ekki und Alex. Ein Running Gag besteht darin, dass er sich wortlos die Autos seiner Freunde ausleiht, da er selbst keines hat. Er spannt Manni beziehungsweise Ekki und Alex oftmals, auch gegen deren Willen, für seine Ermittlungen ein.
Zudem pflegt er eine eigenartige Freundschaft zur Kommissarin Anna Springer, die er aus seiner Zeit als Rechtsanwalt kennt. Seiner Aussage nach hat er viele Mandanten vertreten, gegen die sie ermittelte. Daraus habe sich „so eine Art Arbeitsgemeinschaft ergeben – Betonung auf gemein“ (Folge 4, Wilsberg und der Mord ohne Leiche, Min. 73). Da Wilsberg bei seiner Ermittlungsarbeit wenig Rücksicht auf Gesetze nimmt und auf der Suche nach Indizien sehr oft in Privatwohnungen eindringt und dort immer mal wieder überrascht wird, bringt er Anna in ein Dilemma: Sie möchte ihn einerseits schützen, ist aber dienstrechtlich dazu verpflichtet, gegen seine Rechtsbrüche vorzugehen.
Für die Drehbücher der Reihe ist festgelegt worden, dass Wilsberg keine feste Beziehung zu einer Frau pflegen darf. Damit hat er, abgesehen von seiner Patentochter, keine Familie. In Folge 25, Das Jubiläum, erfährt er allerdings von einer Jugendfreundin, sie sei von ihm schwanger gewesen, habe das Kind jedoch nach einer Vergewaltigung verloren.
Über die Gründe für den Verlust der Zulassung als Anwalt gibt es widersprüchliche Aussagen. In der ersten Folge, Und die Toten lässt man ruhen, sagt Wilsbergs Auftraggeber: „Sie haben Kommissar Merschmann angezeigt, weil er einen Demonstranten zusammengeschlagen hatte. Aber Merschmann hat sich gerächt und Ihnen die Lizenz entziehen lassen.“ In der dritten Folge, Wilsberg und die Tote im See, erzählt Wilsberg, er habe Geld vom Konto eines Mandanten genommen, um einem korrupten Polizisten eine Falle zu stellen. Die Sache ging schief, die Kollegen des Polizisten vertuschten die Angelegenheit, und er verlor wegen Veruntreuung seine Zulassung. In der 16. Folge, Callgirls, kommt es im Gespräch mit seinem Erzrivalen, dem Anwalt Debelius, zu folgendem Dialog: Debelius sagt, er habe dafür gesorgt, dass Wilsberg die Lizenz verlor, weil er Gelder von Mandanten unterschlagen habe. Wilsberg kontert, er habe nur das Vermögen dieses spielsüchtigen Mandanten zugunsten von dessen Frau und Kindern retten wollen.
Wilsbergs Humpeln ist echt. Der Schauspieler Lansink hat ein geschädigtes Sprunggelenk – verursacht durch einen Reitunfall – und ein künstliches Hüftgelenk.

### Manfred Höch

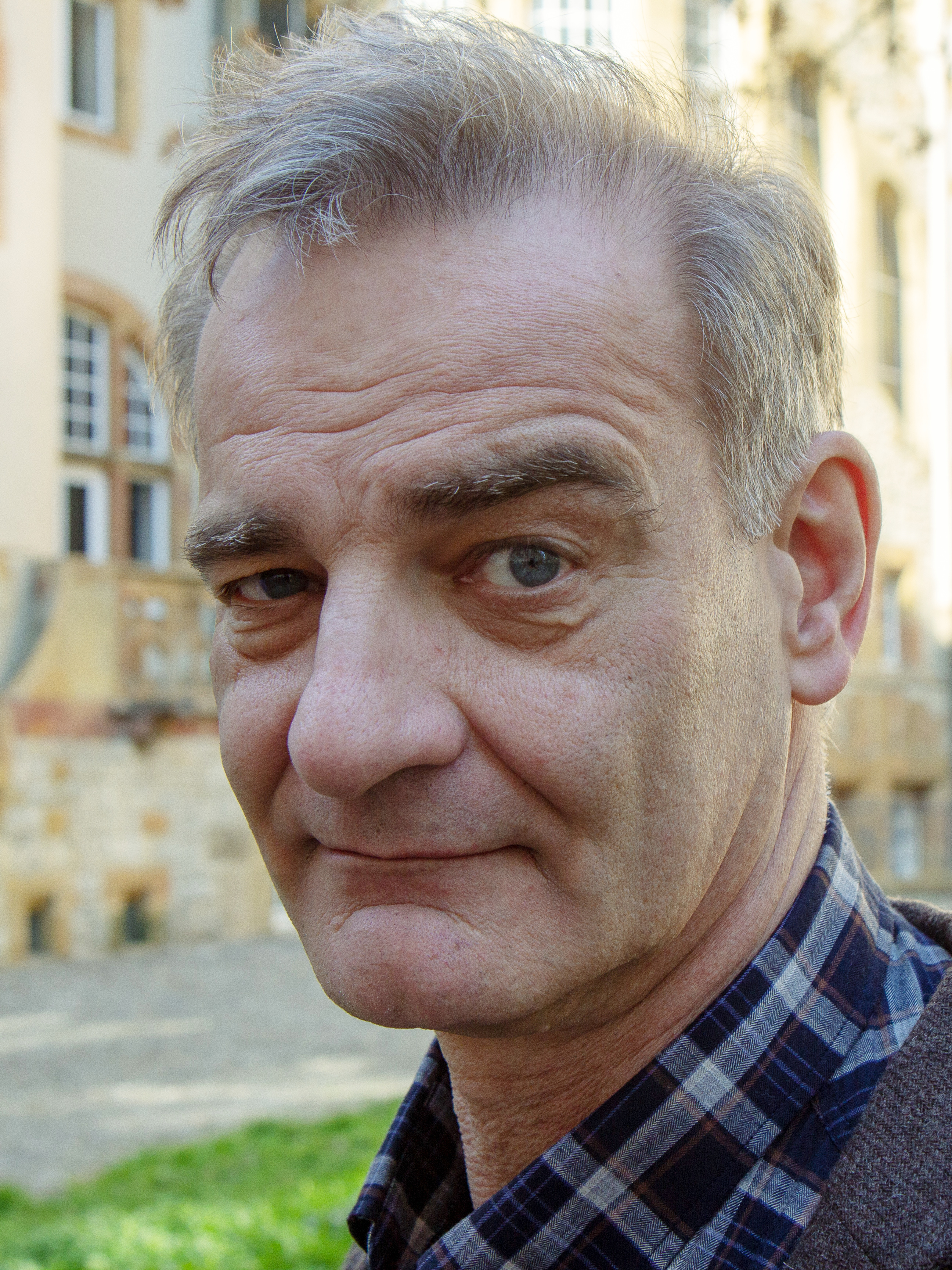
„Manni“ (Heinrich Schafmeister), 2018

Manfred Reinhold Ferdinand „Manni“ Höch ist ehemaliger Klassenkamerad und bester Freund Wilsbergs. Er arbeitete zunächst im münsterschen Rathaus als Beamter in der Abteilung der Stadtplanung im Bauamt und saß zusätzlich im Stadtrat für Bündnis 90/Die Grünen. Wilsberg fuhr grundsätzlich mit Mannis rotem Volvo-Kombi herum. Höch stellt zwar perfektionistische Ansprüche an sich selbst, fällt aber bei Ermittlungen immer wieder auf seine Ungeschicklichkeiten und seinen Mangel an Mut herein und verkörpert daher eher eine Verlierer-Figur. Gespielt wird Manfred Höch von Heinrich Schafmeister.
In der 15. Folge, Ausgegraben, verschwindet Höch wegen einer Versetzung nach Bielefeld aus dem unmittelbaren Wilsberg-Umfeld. Nach Schafmeisters eigenen Angaben waren unterschiedliche Auffassungen über die zukünftige Ausrichtung der Produktion mit den Verantwortlichen des ZDF der Grund für sein Ausscheiden aus dem festen Ensemble.
Anschließend hat die Figur Manni Höch noch einzelne Gastauftritte:
- In der 30. Folge, Bullenball, ist ein Bild von Höch in einer Zeitung abgedruckt, worauf Wilsberg ihn im Bauamt Bielefeld anruft.
- In der 35. Folge, Die Bielefeld-Verschwörung, kommt Höch auf Wilsberg zu, weil ein Indiz eines Einbruchs in sein Büro eine Adresse in Münster enthält.
- In der 66. Folge, Bielefeld 23, steht Höch als Bielefelder Bauamtsleiter im Verdacht, Drogen zu konsumieren und Bestechungsgelder für ein umstrittenes Bauprojekt angenommen zu haben.

### Ekkehardt Talkötter

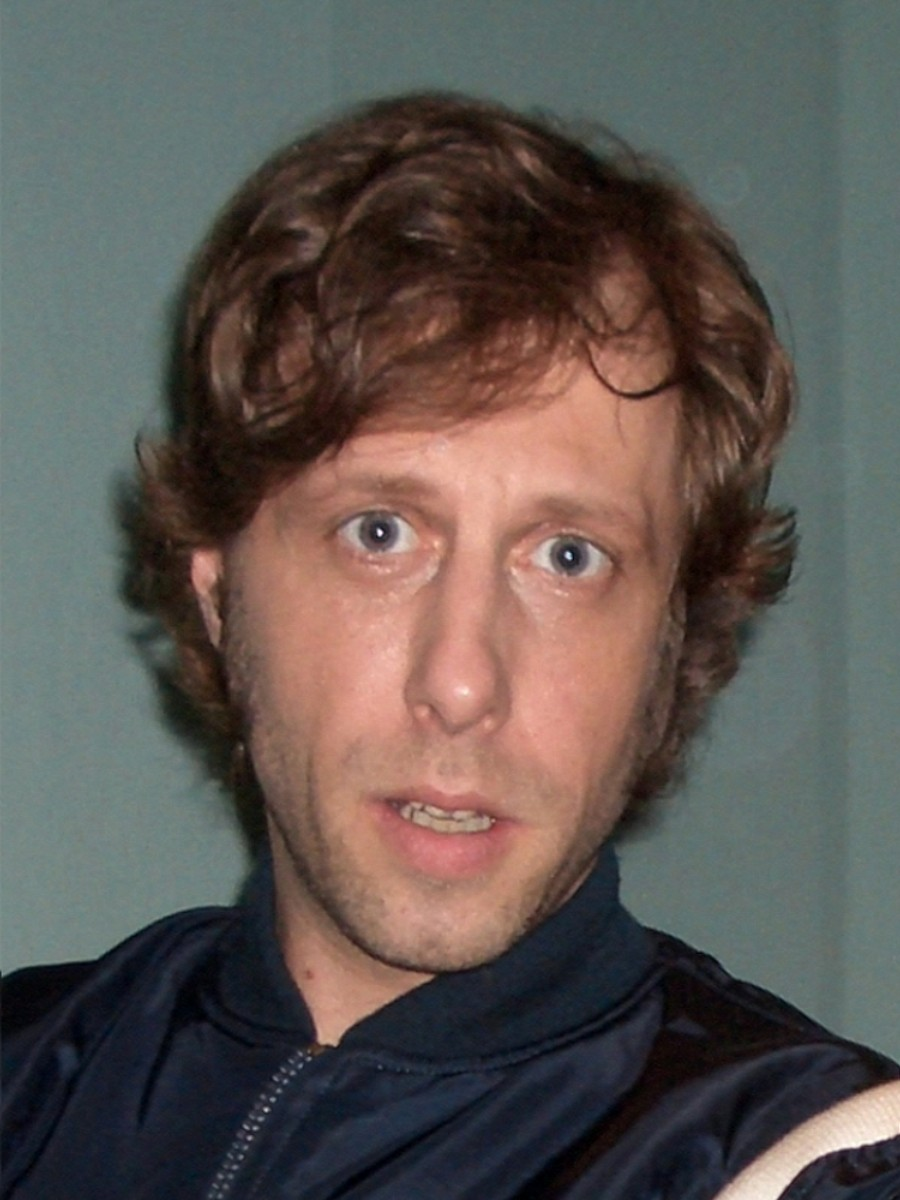
„Ekki“ (Oliver Korittke), 2006

Ekkehardt „Ekki“ Talkötter ist Steuerprüfer beim Finanzamt Münster und seit der 15. Folge, Ausgegraben, dabei, in der er Wilsbergs Finanzen unter die Lupe nehmen soll. Im Verlauf dieser Arbeit beteiligt er sich an Wilsbergs Ermittlungen und tritt Mannis Nachfolge als Wilsbergs bester Freund und unfreiwilliger Autoverleiher an. Von da an ist der anfangs unliebsame Finanzbeamte ins Team aufgenommen und kann Wilsberg oftmals entscheidende Hinweise geben, da er sich beruflich Zugriff auf die Steuerunterlagen von Verdächtigen beschaffen kann. Mit der Zeit entdeckt Ekki seine Leidenschaft für detektivische Ermittlungen, wobei ihm sein Steuerprüfer-Ausweis nützlich ist. Sein Büro liegt im Stadthaus 1. In der Zusammenarbeit mit Wilsberg ist Ekki der zaghafte, zurückhaltende Part. Privat ist er meist ungebunden, da seine Beziehungen – oft mit sehr dominanten Frauen – stets nur vorübergehend sind. In der 52. Folge, In Treu und Glauben, steht er allerdings kurz davor, Kerstin Buckebrede zu heiraten, wozu es dann aber doch nicht kommt. In dieser Episode tritt auch Ekkis Ex-Freundin Silke Sestendrup erneut auf (eingeführt in Aus Mangel an Beweisen), die in der 68. Folge, Vaterfreuden, versucht, ihm ihre mittlerweile sechs Jahre alte Tochter als Kuckuckskind unterzuschieben. Gelegentlich zeigt Ekki auch schüchternes Interesse an Alex Holtkamp, die seine Avancen aber ignoriert.
Ekkis Eltern lebten im fiktiven Dorf Horsthausen im Münsterland und wurden von Heinrich Giskes und Brigitte Böttrich dargestellt. Sie traten erstmals in Folge 34, Aus Mangel an Beweisen, in Erscheinung. In Folge 74, Gene lügen nicht, ist Ekkis Mutter bereits verstorben und das Haus seiner Eltern wird von seiner Tante bewohnt. Dass Ekki einen Halbbruder namens Bernhard hat, erfährt Ekki ebenfalls in Folge 74 aus dem Tagebuch seiner Mutter, das er von seiner Tante erhält. Dieser fällt noch in derselben Folge einem Mord zum Opfer. Dargestellt wird Ekki Talkötter von Oliver Korittke.

### Alex Holtkamp

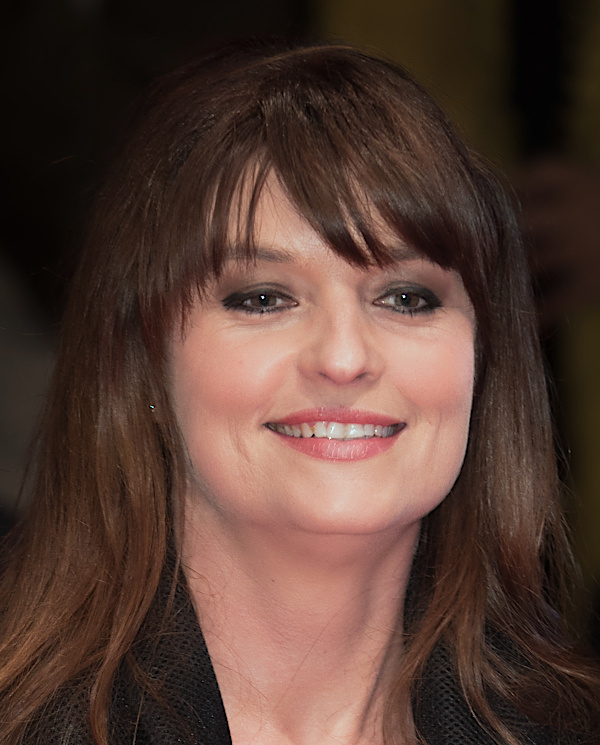
„Alex“ (Ina Paule Klink), 2018

Alex Holtkamp ist Wilsbergs Patentochter und Nichte. Sie hat Grundkenntnisse des Russischen, weil sie zunächst drei Semester Slawistik studierte, sich dann aber entschloss, Juristin zu werden (rückblickend erwähnt in der Folge Russisches Roulette). Zum Zeitpunkt ihres ersten Auftretens in der Serie studiert sie Rechtswissenschaften an der Westfälischen Wilhelms-Universität in Münster, hilft dabei in Wilsbergs Antiquariat aus und wird regelmäßig in Wilsbergs Ermittlungen hineingezogen.
Selbst ihr Examen muss sie wegen eines dringenden Wilsberg-Falles „zwischen Tür und Angel“ machen (Folge 18, Tod auf Rezept), anschließend ist sie in der Kanzlei Hoppenheit & Partner angestellt, ihre Büroräume befinden sich am Hafenweg im Münsteraner Hafen. Später hat sie wechselnde Tätigkeiten. Dabei arbeitet sie häufig für zahlungskräftige Geschäftsleute, die in rechtlichen oder moralischen Grauzonen operieren. Nachdem sie sich ihrem jeweiligen Auftraggeber gegenüber zunächst loyal verhält, hilft sie Wilsberg später dabei, dessen Machenschaften zu beenden, auch wenn das den Verlust des Jobs mit sich bringt.
Alex Holtkamp war ab der 4. Folge, Wilsberg und der Mord ohne Leiche, dabei und wurde von Ina Paule Klink gespielt. Im Juni 2020 gab Klink ihren bevorstehenden Ausstieg aus der Reihe bekannt. Die letzte Folge mit Alex Holtkamp, Überwachen und belohnen (71. Episode), wurde im Februar 2021 ausgestrahlt, ohne dass ihr Abschied in der Handlung ausdrücklich thematisiert wurde.

### Tessa Tilker

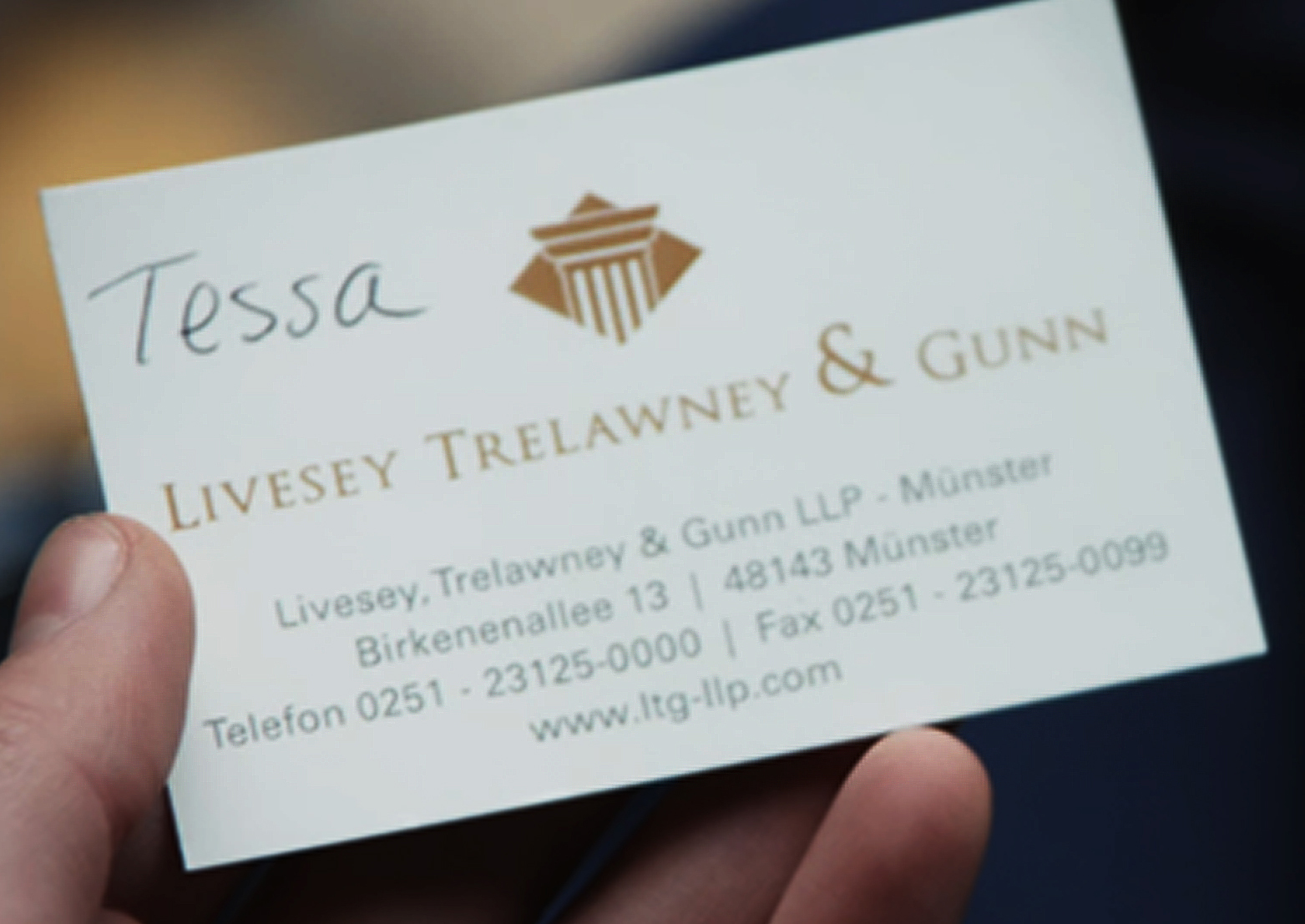
Tessas Visitenkarte

Die resolute Anwältin war erstmals in der 67. Episode, Wellenbrecher, zu sehen. Nach dem Ausscheiden von Alex Holtkamp wurde sie zur festen Figur in der Serie. Tessa Tilker wird gespielt von Patricia Meeden, die ihren ersten Auftritt als festes Ensemblemitglied in Folge 73, Einer von uns, hatte.
Die Anwältin arbeitet für die internationale Kanzlei Livesey, Trelawney & Gunn. 
Die Namen der Partner gehen auf Figuren aus Robert Louis Stevensons Roman Die Schatzinsel zurück (original: Treasure Island, erstmals erschienen 1883). 

### Anna Springer

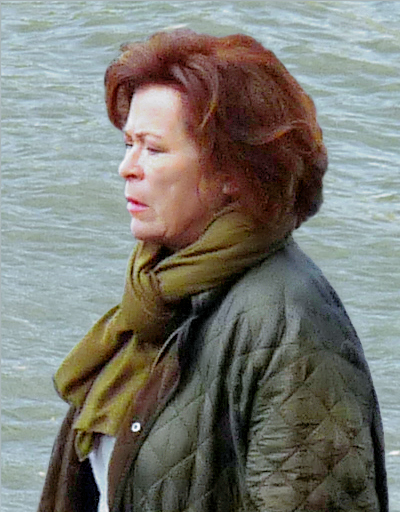
„Anna“ (Rita Russek) bei Wilsberg-Dreharbeiten, 2013

Anna Springer ist Hauptkommissarin des Morddezernats Münster und von Anfang an mit Wilsberg befreundet. Meist entdeckt Wilsberg die Verbrechen, die dann beide unabhängig voneinander aufzuklären versuchen. Daher geraten die beiden während ihrer Ermittlungen ständig in Konflikt und teils auch offenen Streit. Die Hassliebe zwischen diesen beiden Charakteren ist ein tragendes Element der Reihe. Oft ist ein von Anna geleiteter Einsatz Wilsbergs letzte Rettung, wenn er sich zu weit vorgewagt hat, umgekehrt bewahrt er sie oft vor Fehlschlüssen, und er gibt ihr meist den entscheidenden Tipp zur Lösung des Falles.
Privat empfindet die ebenfalls alleinstehende Anna große Sympathie für Wilsberg, der sie auch gern hat, weitergehende Gefühle aber zunächst verdrängt. Zum ersten Kuss kommt es in der Folge 25, Das Jubiläum, als sich Anna als Frau Wilsberg ausgibt und unter anderem mit ihm ein Gästezimmer teilt, um am Ort des Jubiläums zu übernachten. Ein weiterer Kuss folgt am Ende der Folge 30, Bullenball. Das nächste Mal küssen sie sich in der 31. Folge, Frischfleisch, dann noch einmal in der 40. Folge, Hengstparade. In der 58. Folge, Morderney, verbringen sie nach der Lösung des Falles noch eine Woche Urlaub miteinander, nachdem Merle ihnen nahegelegt hatte, sich einmal auszusprechen. In den folgenden Episoden ist allerdings keine Weiterentwicklung ihrer Beziehung zu bemerken. Anna Springer wird gespielt von Rita Russek.

### Overbeck

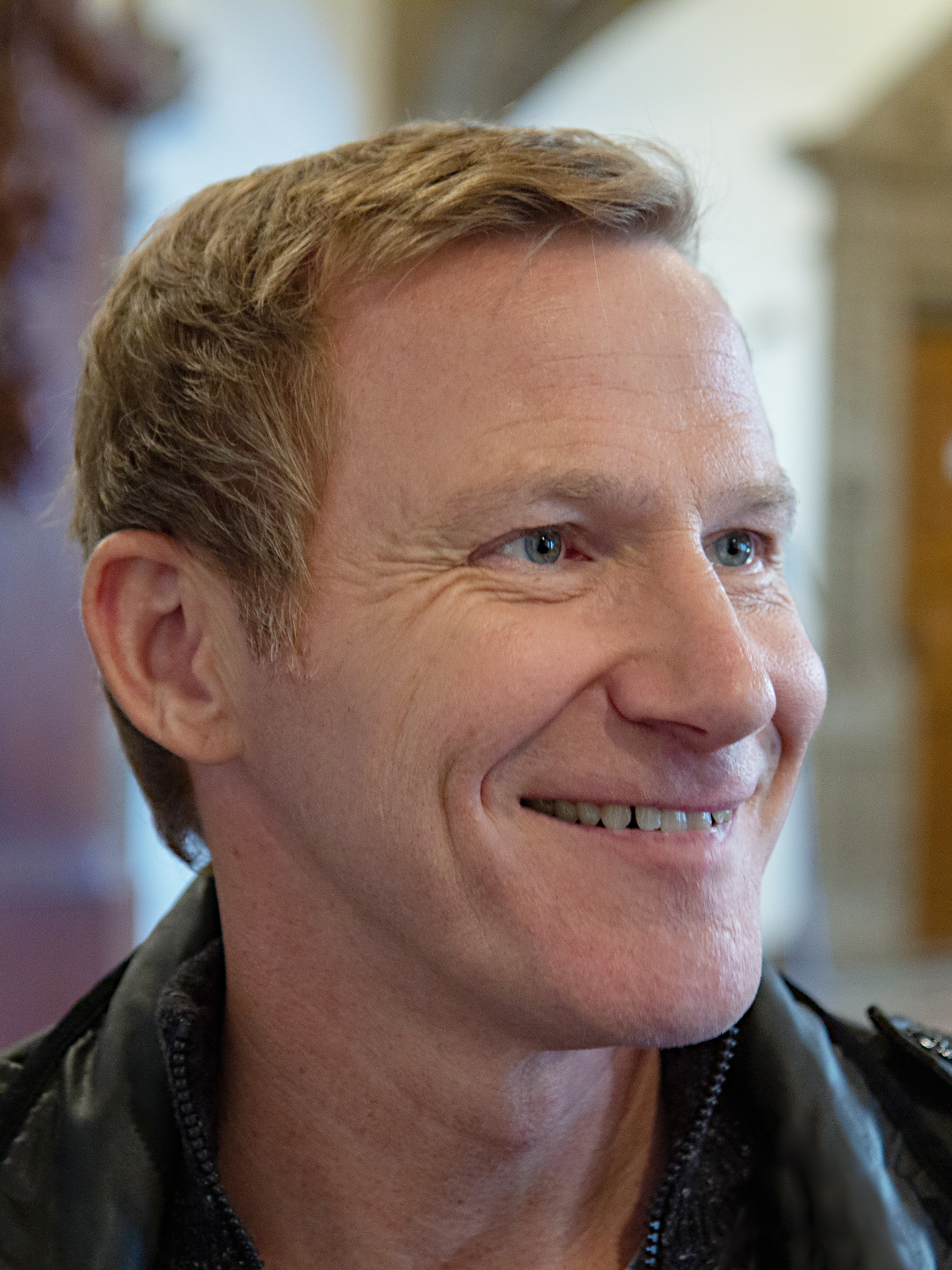
„Overbeck“ (Roland Jankowsky) bei Dreharbeiten zu Wilsberg, 2018

Kriminaloberkommissar Overbeck ist der mäßig begabte, aber sehr ambitionierte Assistent von Hauptkommissarin Springer. Er selbst sieht sich als „Mann der Tat“ und schießt mit seiner großspurigen, angeberischen und selbstüberschätzenden Art oft über sein Ziel hinaus, indem er zum Beispiel vorschnell eine Wohnung stürmt. Der Gernegroß und Wichtigtuer tritt gern mit Sonnenbrille auf, tritt aber todsicher bald in ein Fettnäpfchen. Andererseits hat er mit seinen anfänglichen Vermutungen, die von Anna Springer stets genervt beiseite geschoben werden, häufig überraschend recht.
Overbeck entdeckt immer wieder neue Themengebiete für sich – vom Profiling über die Forensik bis zum Feminismus –, in die er sich akribisch einzuarbeiten beginnt. Seine Versuche, durch ein schärferes Profil auf der Karriereleiter nach oben zu klettern, scheitern aber stets, weil er von seinen Vorgesetzten nicht ernst genommen wird, kurz vor dem Ziel noch einen schwerwiegenden Fehler macht – oder einfach Pech hat.
Wilsberg gegenüber verhält er sich distanziert bis gegnerisch und begegnet dem „Hobbyschnüffler“ gern mit Häme, wird aber am Ende regelmäßig von diesem bei der Lösung der Fälle ausgestochen. Mit der Zeit verbessert sich sein Verhältnis zu Wilsberg. So besorgt er Wilsberg in Folge 71 Überwachen und belohnen privat eine dienstlich gelieferte beschusshemmende Weste, die Wilsberg später das Leben rettet. Von Anna Springer wird er oft sehr herablassend behandelt, doch hält er, wenn es hart auf hart kommt, doch zu seiner Chefin wie z. B. in der 31. Folge, Frischfleisch, in der er eine die Hauptkommissarin belastende DNA-Probe verschwinden lässt. 
Dass Overbeck auch eine sehr herzliche und fürsorgliche Seite hat, zeigt sich in seinem Umgang mit Kira Baumgärtner. Obwohl sich am Ende von Folge 63, Minus 196°, zu Overbecks großer Enttäuschung herausstellt, dass die junge Frau doch nicht seine Tochter ist, bleiben beide in Kontakt und pflegen, wie sich in Folge 70, Unser tägliches Brot, zeigt, fortan ein freundschaftliches Verhältnis. Overbeck wird gespielt von Roland Jankowsky.

#### Vorname
Als Running Gag hat Overbeck in der Reihe praktisch keinen Vornamen, er wird auch von Kollegen nur mit „Overbeck“ angesprochen. In der 32. Folge, Tote Hose, sagt seine Geliebte „Ovi“ zu ihm; in Folge 69, Alles Lüge, nennt er sich in selbst gefilmten Videos, die er auf einem Social-Media-Kanal teilt, „der Ovinator“. In Folge 62, Gottes Werk und Satans Kohle, antwortet Overbeck selbst auf die explizite Frage nach seinem Vornamen mit „Kommissar. Kommissar Overbeck“. In Folge 73, Einer von uns, stellt er sich den Teilnehmern eines Seminars mit Amtsbezeichnung, Vor- und Nachname vor, wobei der (offenbar aus nur einer Silbe bestehende) Vorname von einer Rückkopplung der Lautsprecheranlage übertönt wird.
Schriftliche Hinweise gibt es dennoch:
- In Folge 28, Oh du tödliche…, ist auf einer Visitenkarte M. Overbeck zu lesen, die die Polizei einer Zeugin aushändigt, da Overbeck verhindert ist. (Die Zeugin nennt ihn mehrfach Ofenbeck.)
- In Folge 39, Gegen den Strom, ist ein Brief seines Stromversorgers zu sehen, adressiert an Lars Overbeck, Merkenheimer Str. 12, 48143 Münster.[11] Die Adresse ist fiktiv, eine solche Straße gibt es nicht in Münster.[12]
- In Folge 50, Tod im Supermarkt, ist auf einem Diplom für den Abschluss einer Profiler-Fortbildung der Name L. Overbeck zu lesen. In Folge 53, Der Betreuer, errät Merle daraus sein Computerpasswort „Loverbeck“, das er in Folge 71, Überwachen und belohnen, noch immer nutzt.
- In Folge 63, Minus 196°, wird ein Vaterschaftsgutachten gezeigt, das als Geburtsdatum des Putativvaters L. Overbeck den 5. März 1968 angibt.
- In Folge 68, Vaterfreuden, wird L. Overbeck als Inhaber eines missbräuchlich genutzten Internetanschlusses ermittelt, diesmal allerdings unter der fiktiven Adresse Edelbachstraße 59, 48143 Münster.[13]
- In Folge 70, Unser tägliches Brot, soll Overbeck zum Kriminalhauptkommissar befördert werden. Auf dem Schild, das vor seinem neuen Büro angebracht und kurze Zeit später wieder entfernt wird, ist der Name L. Overbeck zu lesen.

## Nebenfiguren

### Grabowski
Grabowski ist Ekkis cholerischer und opportunistischer Vorgesetzter im Finanzamt. Man weiß bei ihm nie, woran man ist – er kann Ekki in einem Moment scharf kritisieren und ihn kurz darauf als seinen besten Mitarbeiter bezeichnen. Im Beruf gibt er sich betont korrekt, neigt in seiner Freizeit oder auf Betriebsfesten jedoch zu maßlosen Ausschweifungen. Er wird von Vittorio Alfieri gespielt.

### Merle

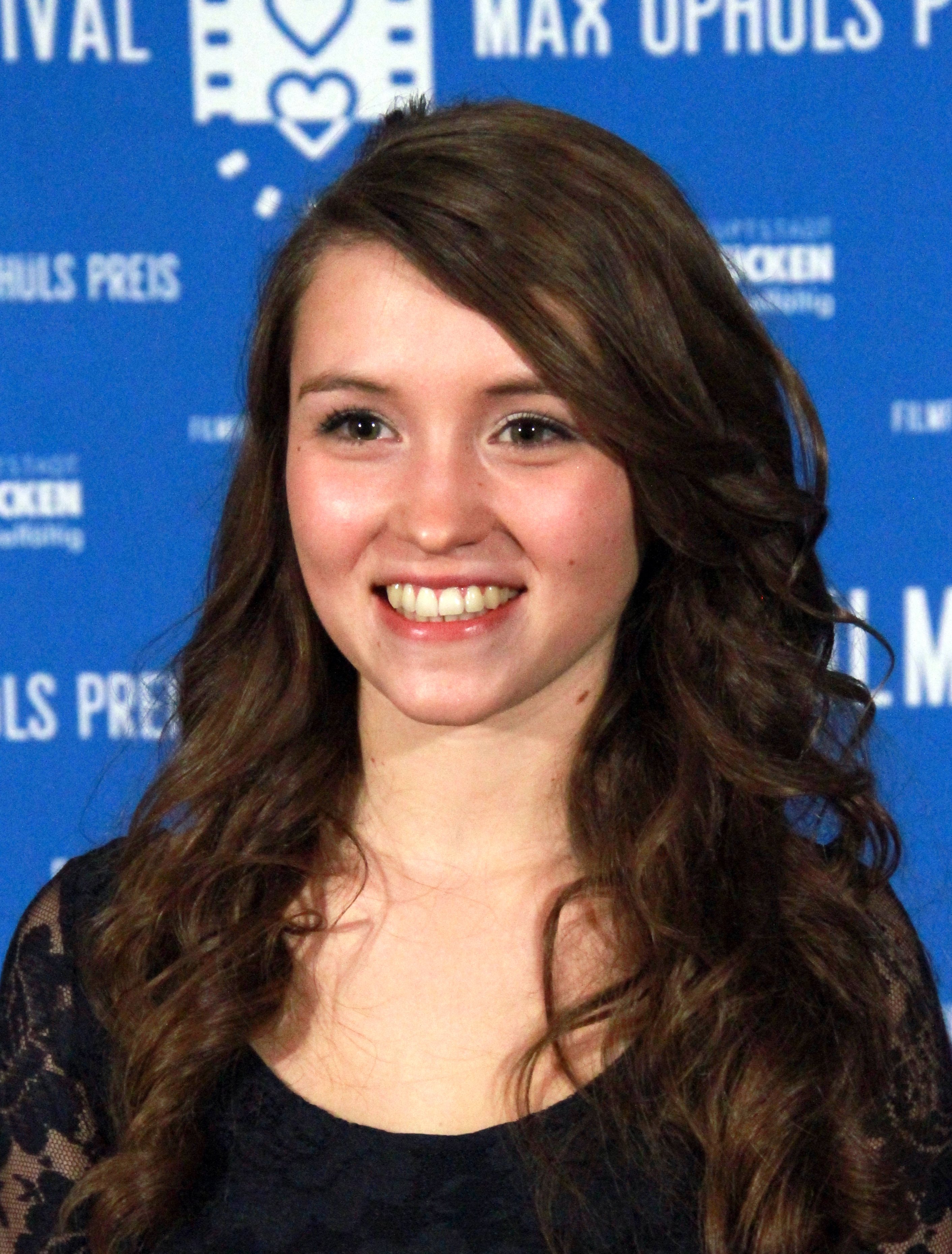
„Merle“ (Janina Fautz), 2015

Annas zunächst noch halbwüchsige Patentochter tritt zuerst in Folge 53, Der Betreuer, auf. Die Jugendliche ist frech bis zur Unverschämtheit, aber auch herzlich, entschlossen, tatkräftig und liebt Kopfarbeit. Nach dem Abitur nimmt sie als junge Erwachsene in Bielefeld ein Studium der Psychologie auf. Aufgrund eines Reitunfalls ist sie querschnittgelähmt und auf den Rollstuhl angewiesen, was sie aber nicht davon abhält, sich jederzeit, auch ungebeten, in Annas oder Wilsbergs Ermittlungen einzumischen.
Gegenüber Overbeck empfindet sie eine deutliche Sympathie und arbeitet auch gut mit ihm zusammen, wobei sie meist die Führung innehat und ihn gelegentlich mit freundschaftlichem Spott bedenkt. In der Reihe bildet sie eine Karikatur eines Digital Native: Sie löst auch kniffligste Computerprobleme im Handumdrehen und setzt in ihren Ermittlungen wie selbstverständlich Cracker-Methoden ein. Obwohl sie durchaus einen Sinn für den Datenschutz hat und Firmen, die als Datenkraken agieren, ablehnend gegenübersteht, gehört die Nutzung von Sozialen Medien für sie zum Alltag.
Merle ist grundsätzlich hilfsbereit, aber auch geschäftstüchtig und lässt sich für ihre Dienste teils fürstlich entlohnen. Sie wird von Janina Fautz dargestellt.

### Kriminalrat Schaaf
Kriminalrat Schaaf ist der Dienstvorgesetzte von Anna Springer und Overbeck. Er möchte gern noch weiter aufsteigen und dazu ungewöhnliche Fahndungserfolge vorweisen. Dabei lässt Kriminalrat Schaaf sich oft von Overbecks jeweils aktueller Marotte begeistern, was ihn immer wieder in Schwierigkeiten geraten lässt.
Kriminalrat Schaaf wird von Rainer Laupichler gespielt.

### Harald Drechshage
Der zur Selbstüberschätzung neigende, aber nicht besonders clevere Kriminalkommissar hat zunächst eine leitende Funktion bei der Bielefelder Polizei. Dass sein Name gesprochen wie „Dreckshage“ klingt, bietet Anlass für Wortspiele.  Mit sarkastischen Sprüchen lässt er keinen Zweifel daran, dass er nicht davon begeistert ist, wenn Ermittler aus Münster seinen Weg kreuzen. Später arbeitet er dann selbst bei der Münsteraner Polizei, wo er einen stetigen Kleinkrieg mit seinem Konkurrenten Overbeck führt, unter anderem, als sich beide (vergeblich) um das Amt des Gleichstellungsbeauftragten bewerben. In Folge 84, Über dem Gesetz, wird bekannt, dass er nun im Archiv arbeitet und für Cold-Case-Ermittlungen zuständig ist.
Drechshage wird von Stefan Haschke gespielt. Er trat bislang in den Folgen 64, Ins Gesicht geschrieben, 66, Bielefeld 23, 67, Wellenbrecher, 75, Ungebetene Gäste, 79, Wut und Totschlag, 82, Datenleck, sowie in 83, Blut geleckt, in Erscheinung.

### Thuong Nhi
Die resolute Kommissarin arbeitet anfangs bei der Polizei Bielefeld als Mitarbeiterin von Harald Drechshage. Der ist zwar ihr Chef, sie ist ihm aber eigentlich in jeder Hinsicht überlegen. In Folge 79, Wut und Totschlag, sticht sie Drechshage sowie Overbeck in einem Auswahlverfahren aus und ist seitdem als Gleichstellungsbeauftragte der Münsteraner Polizei tätig. Dort lässt sie keinen Zweifel daran, dass sie keine Macho-Allüren duldet, zu denen zum Beispiel Overbeck gelegentlich neigt. Thuong Nhi wird von Mai Duong Kieu gespielt.

### Isabel Wolfangel
Kluge und engagierte Münsteraner Polizistin, die erstmals in Folge 72, Aus heiterem Himmel, in Erscheinung tritt. Obwohl sie eine durchaus kompetente junge Beamtin ist, traut Overbeck ihr nicht besonders viel zu und nimmt zum Beispiel in Folge 74, Gene lügen nicht, lieber selbst (vergeblich) die Verfolgung auf, als sie einem flüchtenden Verdächtigen hinterher laufen will. Isabel Wolfangel wird von Sarah Alles gespielt.

### Lüdtke
Von Andreas Merker dargestellter Münsteraner Polizist. Sein erster Auftritt ist in Folge 28, Oh du tödliche…. Lüdtke ist ein nicht besonders cleverer Beamter, der seinen Beruf gewissenhaft, aber ohne großen Ehrgeiz ausübt und mit seiner etwas unbeholfenen Art meist wenig zur Lösung des Falles beitragen kann. Wie alle im Team von Anna Springer leidet er immer wieder unter Overbecks Eskapaden.

### Gastauftritte
In diversen Folgen sind bekannte Personen zu sehen, die kleinere Rollen, vorwiegend Cameo-Auftritte, übernommen haben:
- Tobias Schlegl hat in der 3. Folge, Wilsberg und die Tote im See, eine kleine Rolle als Arbeitskraft auf einem Bauernhof.
- Thomas Hackenberg hat in der 4. Folge, Wilsberg und der Mord ohne Leiche, eine kleine Rolle als Inhaber einer Autovermietung.
- Harald Schmidt hat in der 6. Folge, Wilsberg und der letzte Anruf, eine kleine Rolle als sarkastischer Notar und ehemaliger Studienfreund von Wilsberg.
- Berthold Tillmann, der Oberbürgermeister Münsters zum Drehzeitpunkt, ist in der 10. Folge, Der Minister und das Mädchen, als Oberbürgermeister zu sehen.[15]
- Bela B, Schlagzeuger und gelegentlicher Sänger der deutschen Punkrock-Band Die Ärzte, ist in der 14. Folge, Todesengel, zu sehen.
- Michael Kessler ist in der 24. Folge, Interne Affären, als Knöllchen schreibender Streifenpolizist zu sehen.
- Hugo Egon Balder und Tina Ruland haben in der 31. Folge, Frischfleisch, eine Rolle als Ehemann einer Callboy-Kundin und Täter bzw. Ekkis Revisorin im Finanzamt.
- Hanno Friedrich hat in der 30. Folge, Bullenball, sowie in der 35. Folge, Die Bielefeld-Verschwörung, eine Rolle als Philipp Assmann, Arbeitskollege und Freund von Alex Holtkamp.
- Collien Ulmen-Fernandes hat in der 43. Folge, Das Geld der Anderen, eine Rolle als Putzfrau mit EDV-Kenntnissen namens Nasrin, die für die Polizei tätig ist. Einen weiteren Auftritt hat sie in der 44. Folge, 90-60-90, ebenfalls als Putzfrau, diesmal in einem Hotel. Zudem hat der Münsteraner Rockmusiker Steffi Stephan einen Cameo-Auftritt; Wilsberg verkauft ihm gegen Ende der Folge einen Cadillac.
- Michael Solder, der eigentliche Inhaber des Antiquariats, wird in der 25. Folge, Das Jubiläum, indirekt durch den Hotelnamen erwähnt. In der 75. Folge, Ungebetene Gäste, benutzt Wilsberg den Namen Solder als Decknamen. Persönlich tritt Solder mehrfach kurz in der Folge Fette Beute auf und erwirbt in der Schlussszene ein Buch.
- Oliver Welke spielt in der 69. Folge, Alles Lüge, sich selbst (als Moderator der satirischen ZDF-Sendung heute-show).
- Jürgen Kehrer, der Autor der Wilsberg-Bücher, wird in vielen Folgen indirekt namentlich erwähnt, etwa in Folge 29, Gefahr im Verzug, in der bei einer Firma namens Landmaschinen Kehrer ermittelt wird. Außerdem hat er einige Cameo-Auftritte:
  - In der 4. Folge, Wilsberg und der Mord ohne Leiche, ist er einer der Besucher der Präsentation des Hafenbauprojektes.
  - In der 5. Folge, Wilsberg und der Schuss im Morgengrauen, begrüßt er im Vorbeigehen Wilsberg vor dem Antiquariat.
  - In der 10. Folge, Der Minister und das Mädchen, ist er ein Reporter, der die Umweltschützer am Aasee fotografiert und befragt.
  - In der 14. Folge, Todesengel, spielt er einen Beamten der Spurensicherung.
  - In der 21. Folge, Unter Anklage, ist er einer der Gäste bei der von Ekki zu Wilsbergs Geburtstag organisierten Überraschungsparty.
  - In der 28. Folge, Oh du tödliche…, schnappt er Wilsberg fast einen Weihnachtsbaum vor der Nase weg.
  - In der 34. Folge, Aus Mangel an Beweisen, spielt er einen Beamten der Spurensicherung.
  - In der 36. Folge, Halbstark, ist er in der Verbrecherkartei zu sehen, die Wilsberg und Overbeck gemeinsam am Computer durchgehen.
  - In der 83. Folge, Wilsberg: Blut geleckt, sitzt er bei der Präsentation von Annas erstem (und letztem) Buch in der ersten Zuschauerreihe.

## Produktionsgeschichte
Mitte der Nullerjahre – und damit etwa zehn Jahre nach Ausstrahlung der ersten Folge – gab es beim ZDF nach Angaben von Heinrich Schafmeister („Manni“) Überlegungen, den Komödien-Anteil von Wilsberg zugunsten „härterer“ Krimihandlungen zurückzufahren. Diese Pläne, die zum Ausstieg Schafmeisters aus dem Stammensemble geführt hätten, seien schließlich nicht umgesetzt worden, nachdem es Zuschauerproteste gegeben habe.

## Ausstrahlung
Seit 1995 wurden 85 Episoden ausgestrahlt (Stand: 8. Februar 2025). Zum 25-jährigen Jubiläum gab Lansink bekannt, dass er mindestens 100 Folgen drehen wolle.
Die Produktionskosten pro Folge belaufen sich auf 1,2 bis 1,4 Millionen Euro. Es werden vier Folgen pro Jahr mit Unterstützung des Filmservice Münster.Land, einer Einrichtung des Presseamts Münster, sowie Münsterland e. V. und der IHK Nord-Westfalen produziert.
Im Dezember 2014 wurde erstmals eine Episode ausschließlich auf Facebook veröffentlicht. Unter dem Titel Fingerfood wurden zwischen dem 8. und 20. Dezember einzelne, etwa einminütige Videos gepostet. Dabei werden die Charaktere in Handyvideos gezeigt. Außerdem konnten Facebook-Benutzer über die Kommentarfunktion mit den Charakteren in Kontakt treten und die Handlung beeinflussen. Fragen beantworten der Redakteur Martin Neumann und der Drehbuchautor Till Frommann im Namen der Figuren.

## DVD-Veröffentlichungen
Bisher sind 86 Folgen als DVD-Box zu je zwei Folgen erschienen.
Zuletzt wurde die Wilsberg-DVD-Box 42 (enthält die Folgen 85 und 86) veröffentlicht.

## Vorspann
Im Vorspann ist der Titel Why Did You Do It? von der britischen Bluesrock-Band Stretch aus dem Jahr 1975 zu hören.
In den ersten 15 Folgen gibt es keinen einheitlichen Vorspann, sondern die Episoden beginnen sofort als Film, in den die Schauspieler und Stabmitarbeiter textmäßig eingearbeitet wurden. Erst mit Folge 16 wird mit einem extra gestalteten Vorspann gearbeitet, der die Hauptdarsteller mit Abbildung und Namen vorstellt.
Mit der 41. Folge, Nackt im Netz, war ein neu gestalteter Vorspann zu sehen, der von der alten, comicartigen Vorlage abweicht. Bei diesem wurde der Musiktitel Why Did You Do It? beibehalten, jedoch eine neue Fassung verwendet.

## Öffentliche Aufführungen

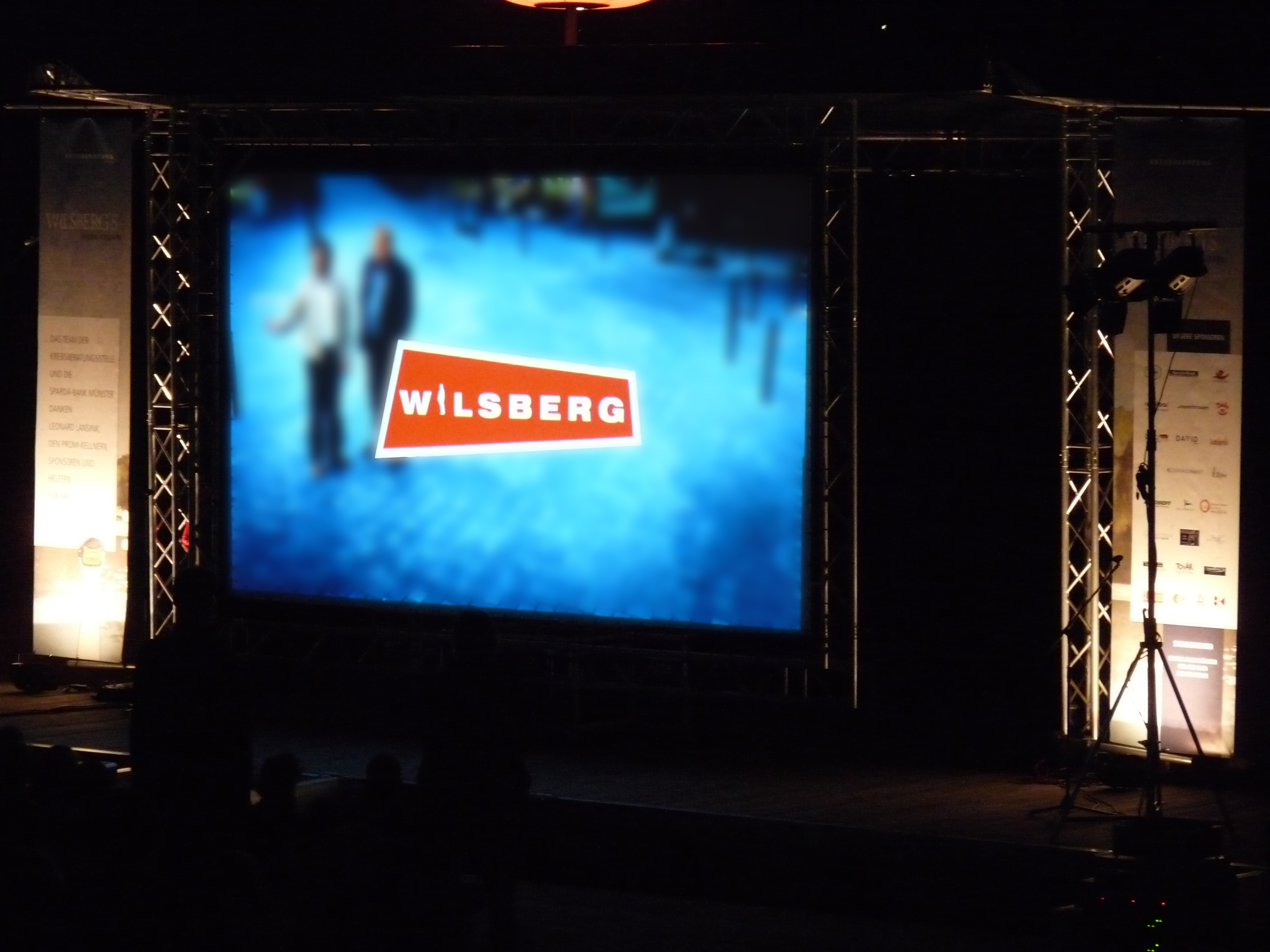
Open-Air-Vorstellung am Aasee

Auf den Aasee-Terrassen werden in Münster regelmäßig die Folgen der Kriminalserie gezeigt. Ebenso wurde der Erbdrostenhof als Kulisse für Freiluftkino-Vorstellungen genutzt.
Die neuen Folgen der Fernsehserie werden regelmäßig im Cineplex Münster vor der TV-Premiere gezeigt, gelegentlich sind die Hauptdarsteller dabei anwesend. Eine Ausnahme stellt die Folge Die Bielefeld-Verschwörung dar, deren Premiere am 16. Februar 2012 im Cinestar in Bielefeld erfolgte, bei der beide Vorstellungen ausverkauft waren.
Am 15. Oktober 2011 wurden in Münster im Cinema in der Reihe „Tage des Provinzfilms“ in einer „Langen Wilsberg-Nacht“ fünf Episoden gezeigt, die bei der Abstimmung „Wünsch Dir einen Wilsberg“, einer Aktion des Filmservice Münster.Land, die meisten Stimmen erhielten. Bei den Vorführungen war Leonard Lansink anwesend.

## Interaktive Angebote
Unter dem Namen „eScript“ wurde 2001 vom ZDF ein Projekt gestartet, bei dem den Zuschauern die Möglichkeit gegeben wurde, auf die Handlung einer Folge Einfluss zu nehmen. Bei der vierten Folge, Wilsberg und der Mord ohne Leiche, war es möglich, sich im Rahmen des Projektes eScript an der Entstehung des Drehbuchs zu beteiligen. Das Drehbuch der neunten Folge, Letzter Ausweg: Mord, wurde 2002 im Rahmen des Projektes eScript sogar erstmals vollständig im Internet entwickelt, was eine Premiere für das deutsche Fernsehen darstellte.
Mit den Folgen Aus Mangel an Beweisen sowie Die Bielefeld-Verschwörung wurden erstmals zwei Fernsehfilme des ZDF durch ein interaktives Online-Angebot im Crossmedia-Stil als fiktiver Blog einer der Nebenrollen inhaltlich miteinander verknüpft.

## Auszeichnungen
Das Projekt eScript, das dem Zuschauer die Einflussnahme auf die Drehbücher von Wilsberg-Folgen ermöglichte, wurde 2001 mit dem Grimme Online Award ausgezeichnet, der in diesem Jahr zum ersten Mal vergeben wurde.
Anlässlich der 25. Folge, Das Jubiläum, erhielt Leonard Lansink am 29. April 2008 die silberne Rathausmedaille von Münsters Oberbürgermeister Berthold Tillmann. Für die 50. Episode wurde Lansink die goldene Rathausmedaille versprochen.
Die 28. Folge, Oh du tödliche…, wurde 2011 mit der Bronzemedaille beim New York Festival ausgezeichnet.

## Einschaltquoten
Wilsberg gehört Angaben des ZDF zufolge zu den erfolgreichsten Programmen des Senders. Nach Senderangaben verfolgen durchschnittlich 5,5 bis 6 Millionen Zuschauer die Erstausstrahlungen der Krimi-Folgen. Im Durchschnitt erreichen die Folgen einen Marktanteil von rund 18 %. In der Zuschauergruppe der 18- bis 49-Jährigen werden Marktanteile von etwa 12,5 % erzielt.
Am 3. Januar 2015 gelang mit der Erstausstrahlung der 46. Episode (Kein Weg zurück) ein Rekord bei den Einschaltquoten. Beim Gesamtpublikum wurden 7,35 Millionen Zuschauer erreicht, was einem Marktanteil von 22,6 % entsprach.
Dieser wurde allerdings von der 50. Folge wieder übertroffen, indes nur bei den absoluten Zuschauerzahlen. 7,58 Millionen Zuschauer entsprachen 21,9 %.
Am 6. Januar 2018 schaffte es Wilsberg mit der 58. Folge, Morderney, erstmals, mehr als acht Millionen Zuschauer zu erreichen. Mit 8,31 Millionen Zuschauern wurde der alte Rekord übertroffen und ein Marktanteil von 25,3 % erreicht.
Die 68. Folge, Vaterfreuden, erreichte am 18. April 2020 mit 8,79 Mio. Zuschauern, was einem Marktanteil von über 26 % entspricht, einen neuen Rekord.

## Running Gags
Als Running Gag erscheint in fast jeder Folge der Name Bielefeld, sei es schriftlich oder mündlich. Das rührt unter anderem daher, dass der bis 2021 für die Reihe zuständige ZDF-Redakteur Martin R. Neumann aus Bielefeld stammt. Zur Folge Die Bielefeld-Verschwörung äußerte sich Neumann: „Der Film ist der Höhepunkt unserer ständigen Bielefeld-Hommage.“
Weitere Running Gags:
- Wilsberg leiht sich die Autos und Mobiltelefone seiner Freunde aus, da er beides nicht besitzt (auf diese Marotte wird auch im aktuellen Vorspann der Serie Bezug genommen).
- Anna fordert Wilsberg energisch auf, sich aus ihren Ermittlungen herauszuhalten und wirft ihn schließlich aus ihrem Büro.
- Overbeck inszeniert sich als betont cooler Polizist, oft mit Sonnenbrille, blamiert sich aber schnell.
- Overbeck möchte mit einer neu erworbenen Qualifikation auf der Karriereleiter aufsteigen, scheitert aber.
- Ekki wird von seinem Chef Grabowski bei einem Regelverstoß erwischt, zu dem ihn Wilsberg angestiftet hat.

## Schauplatz Bielefeld

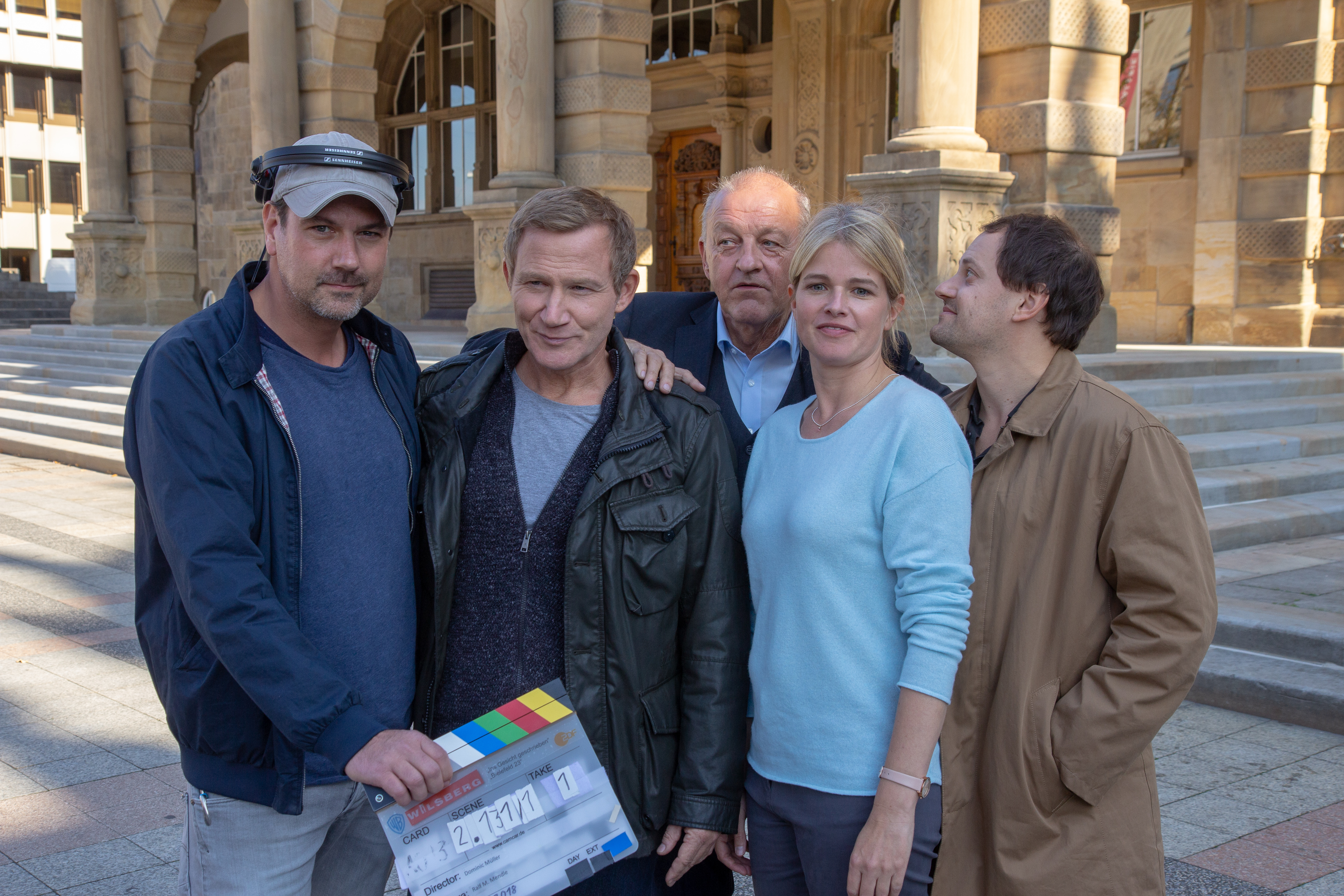
Dominic Müller, Roland Jankowsky, Leonard Lansink, Mira Bartuschek und Stefan Haschke am Set zum Dreh in Bielefeld, Oktober 2018

Nachdem Wilsbergs Freund Manni 2005 nach Bielefeld versetzt wurde, wird 2012 mit der 35. Folge, Bielefeld-Verschwörung, der bis dahin größte Bezug auf die Stadt genommen. Gedreht wurde die Folge aber nicht in Bielefeld, sondern in Münster und Köln.
Die Wilsberg-Folgen 64 und 66 spielen in Bielefeld und wurden im Oktober 2018 dort gedreht. In Folge 66 spielt Heinrich Schafmeister wieder als Manni Höch mit.
Mit dem leitenden Polizeikommissar Harald Drechshage (gespielt von Stefan Haschke) wurde in Folge 64 eine in Bielefeld lebende Nebenfigur eingeführt. Mit Drechshage und Manni sowie Merle, die in Bielefeld studiert, waren somit zwischenzeitlich gleich drei Figuren aus dem Wilsberg-Universum in der Stadt angesiedelt. Drechshage zog später nach Münster um.

## Die Wilsberg-Romane
Zwischen 1990 und 2022 veröffentlichte Jürgen Kehrer 21 in Münster spielende Wilsberg-Kriminalromane, zwei davon gemeinsam mit der Autorin Petra Würth. Sie sind im Dortmunder Grafit Verlag erschienen. Mit dem Band Wilsberg – Sein erster und sein letzter Fall ist die Romanreihe abgeschlossen. Die TV-Filme sind davon nicht betroffen, da die Drehbücher nur anfangs auf den Romanen basierten und sich der Wilsberg-Kosmos im TV teilweise deutlich von dem der Bücher unterscheidet.

## Der Wilsberg-Comic
Über zwölf Jahre arbeitete der Illustrator Jörg Hartmann im Münsteraner Erphoviertel an der grafischen Umsetzung des Wilsbergstoffes als Comic-Adaption. Während der Produktionsphase berichtete ein eigens eingerichteter Wilsberg-Blog über den Fortgang der Arbeiten. Im Sommer 2012 ist der 80-seitige Comic beim Carlsen Verlag als Hardcover-Ausgabe erscheinen. Eine Luxusausgabe des Comics erschien zeitgleich im EXTRAKT-Verlag, den Hartmann eigens zu diesem Zweck gründete. Der Comic ist eine Adaption der zweiten Wilsberg-Folge In alter Freundschaft, in dem die Dialoge des Autors Jürgen Kehrer enthalten sind. Laut Jörg Hartmann soll der erste Band mit einer Sammlung kürzerer Comics fortgeführt werden, die auf dem Kurzgeschichtenband „Wilsbergs Welt“ basieren. Der erste Comic mit dem Titel „Wilsberg – In alter Freundschaft“ wurde mit dem zweiten Band „Wilsberg – Um Kopf und Kragen“ fortgeführt. Dieser erschien im Januar 2018 wiederum bei Carlsen Comics.
- Wilsberg – in alter Freundschaft, 2012, ISBN 3-551-78699-2
- Wilsberg – um Kopf und Kragen, 2018, ISBN 3-551-78949-5

## Der Krimiführer Münster
Im Oktober 2021 erschien das Buch Krimiführer Münster – Mit Wilsberg, Boerne & Thiel in der Hochburg des Verbrechens im Münstermitte Medienverlag. Es liefert Hintergrundinformationen zu allen bis 2021 erschienenen Folgen beider münsterischen Krimireihen inklusive Kurzbeschreibung jeder Folge, der jeweiligen Drehorte in Münster (beide Reihen werden überwiegend in Köln gedreht), Interviews mit mehreren Schauspielern, Künstlerporträts, Stadtrundgängen und über 200 Fotos. Autor ist der münsterische Journalist Michael Bührke.
- Krimiführer Münster – Mit Wilsberg, Boerne & Thiel in der Hochburg des Verbrechens, 2021, ISBN 978-3-943557-58-9

## Wilsberg in Münster
Seit 2003 bietet StattReisen Münster in Zusammenarbeit mit dem Presseamt der Stadt Münster Stadtführungen unter dem Gesichtspunkt Wilsberg an. In knapp 90 Minuten werden dem Besucher der Stadt so die wichtigsten Schauplätze der Reihe in der Realität gezeigt, so zum Beispiel das Antiquariat Solder in der Frauenstraße, das früher einmal eine Kupferschmiede war und im Film Antiquariat Wilsberg heißt, oder der Prinzipalmarkt, der häufig als Kulisse dient.
Von Januar 2007 bis Oktober 2007 wurde im Kreuzviertel das Café Wilsberg betrieben, in dem unter anderem die Premierenfeier zur Folge Miss-Wahl stattfand. Die Stadt Münster schenkte 2010 jedem Bürger, der sich mit seinem Erstwohnsitz in Münster anmeldete, eine Wilsberg-DVD mit den beiden Folgen Doktorspiele und Oh du tödliche….

## Bezug zum Münster-Tatort
Ebenso wie Wilsberg werden seit 2002 pro Jahr zwei Folgen der Fernsehreihe Tatort mit den Ermittlern Thiel und Boerne in Münster gedreht. Dabei war sogar vorgesehen, in einer Co-Produktion der beiden Fernsehserien einen Fall in einer Wilsberg-Folge zu beginnen und sie am darauffolgenden Sendetag in einer Tatort-Folge enden zu lassen. Die Drehbuchautoren der beiden Reihen entschieden sich jedoch gegen die Umsetzung dieser Idee. Die Idee einer Krimi-Kooperation kommentierte ZDF-Fernsehspielchef Reinhold Elschot, der von 1969 bis 1975 in Münster studiert hatte und sich dabei „in diese sehr besondere westfälische Stadt verliebt“ habe, als „eine wirklich gute Idee“.
Die WDR-Sprecherin Barbara Feiereis wies Spekulationen über eine formatübergreifende Doppelfolge zurück, da bei Wiederholungen solcher Doppelfolgen erhöhte Koordinationsarbeit in der Programmplanung zwischen den beiden Sendern ARD und ZDF erforderlich sei. Zudem stelle eine Zusammenführung des Personals beider Krimis für die Drehbuchautoren eine anspruchsvolle Aufgabe dar. „Bei uns gibt es derzeit keine Planungen für ein solches Gemeinschaftsprojekt“. Elschot vom ZDF mutmaßte, dass ein solcher „Crossover-Krimi“ als Zweiteiler zunächst nicht zustande kommen werde, jedoch „kurze, überraschende Gastauftritte bei der »Gegenseite«“ durchaus denkbar seien.
In der Folge Die Bielefeld-Verschwörung sind in einer Szene ca. bei Minute 46 auf einem Klingelschild eines Mehrfamilienhauses die beiden Namen Thiel und Boerne zu lesen. Dies ist eine Hommage des ZDF an die Krimiserie Tatort der ARD, in der der Gerichtsmediziner Prof. Dr. Karl-Friedrich Boerne, gespielt von Jan Josef Liefers, an der Seite von Kriminalhauptkommissar Frank Thiel, gespielt von Axel Prahl, in Münster ermitteln. In der Folge Tote Hose von 2011 erfolgt in Minute 45 (auch 70) ein Hinweis zu den Tatortermittlern, als Wilsberg zum Hafen fährt und im Hintergrund eine Firmenhalle in großen Buchstaben den Namen Thiel trägt. Ebenso tauchen die beiden Tatort-Ermittler in dem Wilsberg-Comic auf.

## Wilsberg und Friesland
Die ZDF-Reihen Friesland und Wilsberg teilen sich ein Serienuniversum, was sich unter anderem in Crossover-Folgen äußert, in denen Friesland-Charaktere bei Wilsberg auftauchen und umgekehrt. So sind an der Handlung der 58. Wilsberg-Folge, Morderney, und an der 67. Folge, Wellenbrecher, die beide auf der Insel Norderney spielen, die Apothekerin und Hobbyforensikerin Insa Scherzinger (Theresa Underberg) sowie Kriminalhauptkommissar Jan Brockhorst (Felix Vörtler) beteiligt. In der Friesland-Folge Gegenströmung macht Overbeck Urlaub in Leer und mischt sich in die Arbeit der Friesland-Ermittler ein.
In beiden Reihen gibt es regelmäßig kleine Hommagen an die jeweils andere Produktion – oft in Form von Kaffeetassen mit Friesland- beziehungsweise Wilsberg-Logo.